# Anatolska tema
Anatolska tema (starogrško Άνατολικόν [θέμα], latinizirano: Anatolikon [thema]), točneje Tema Anatolcev (θέμα Άνατολικῶν, Thema Anatolikōn), je bila bizantinska tema (vojaško-civilno okrožje) v osrednji Anatoliji v sodobni Turčiji. Tema je bila od ustanovitve največja in najvišje rangirana od vseh tem. Njeni vojaški guvernerji (stratēgoi) so bili močni posamezniki, od katerih se je več povzpelo na cesarski prestol ali sprožilo neuspešne upore, da bi to dosegli. Tema in njena vojska sta igrali pomembno vlogo v arabsko-bizantinskih vojnah od 7. do 10. stoletja. Po njih se je začelo obdobje  relativnega miru, ki je trajal do osvojitve s strani Turkov Seldžukov v poznih 1070. letih. 

## Geografija in administracija
Tema je v svoji klasični obliki v 8. in 9. stoletju obsegala Likaonijo, Pizidijo, Izavrijo, večino Frigije in dele Galatije Salutaris. Sprva je vključevala tudi zahodne in južne obale Anatolije, iz katerih so se do okoli leta 720 oblikovali temi Tracezije in Kibireotov. Pod cesarjem Teofilom (vladal 829–842) sta bila vzhodni in jugovzhodni del teme, obrnjena proti arabskemu obmejnemu pasu, vključno z utrdbami, ki so varovale severni vhod v Kilikijska vrata, preoblikovana v mejni okrožji (kleisourai) Kapadokija in Selevkija. Cesar Leon VI. Modri (vladal 886–912) je kasneje Kapadokiji priključil tudi regijo zahodno od jezera Tatta. Glavno mesto teme je bil Amorij, dokler ga niso leta 838 izropali Abasidi. Prestolnico so od tam preselili verjetno v bližnjo trdnjavo Polibot.
Po navedbah Kudame ibn Džafarja in Ibn al-Fakiha, arabskih geografov iz 10. stoletja, je bila Anatolska tema največja bizantinska provinca. Imela je 34 trdnjav in 15.000 vojakov. Njen vojaški guverner (strateg), prvič izpričan leta 690, je bil najvišje rangiran guverner med vsemi  tematskimi guvernerji. Kot tak je imel izjemen položaj tudi v celem cesarstvu, ki je bil evnuhom izrecno prepovedan. Njegova letna plača je znašala 40 funtov zlata. Na ta položaj so bili imenovani samo najvišji državni uradniki: patrikiji, antipati in protospatariji. Strateg Anatolske teme je bil hkrati monostrateg – generalni poveljnik maloazijske kopenske vojske.

## Zgodovina
Natančen datum ustanovitve teme ni znan. Skupaj z drugimi prvotnimi temami je nastala nekje po 640. letih kot vojaško taborišče za ostanke terenskih vojsk vzhodnorimske armade, ki so se pred muslimanskimi osvajalci umaknili v Anatolijo. Anatolska tema je dobila ime po vojski Dieceze Oriens (grško Άνατολή, Anatolē). Tema je bila prvič izpričana leta 669, medtem ko je vojska sama omenjena kot exercitus Orientalis šele v iusiju Justinijana II. leta 687.

### Vojne z Arabci in Turki
Med vojnami z Arabci v 7. in 8. stoletju je bila Anatolska tema, zlasti Kapadokija, najbolj vzhodna regija Bizantinskega cesarstva in pogosto tarča bodisi arabskih vpadov bodisi bizantinskih protinapadov na arabsko ozemlje, ki so se začeli od sredine 8. stoletja.
Pogosta tarča arabskih napadov je bila tudi prestolnica Amorij. Napadli so ga že leta 644, zavzeli leta 646 in za kratek čas leta 669. Arabci so ga ponovno napadli leta 708 in neuspešno oblegali leta 716  med pohodom na Carigrad. Plima arabskih napadov se je zmanjšala v 740. letih po bizantinski zmagi v bitki pri Akroinonu, nemirih v tretji fitni in abasidski revoluciji. Pod cesarjem Konstantinom V. (vladal 741–775) so Anatolci pod cesarjevim vodstvom organizirali  pohode na ozemlje, ki so ga zasedli Arabci. Pohodi so sprožilo reakcijo Abasidskega kalifata, ki je v četrt stoletja po letu 780 večkrat vpadel v bizantinsko Anatolijo.  Anatolci so leta 788 utrpeli hud poraz pri Kopidnadonu, leta 797 pa je bil ponovno ogrožen Amorij. V zgodnjih letih 9. stoletja je bila Kapadokija ponovno žarišče arabskih napadov, ki so dosegli vrhunec z veliko invazijo leta 806, ki jo je vodil sam kalif Harun al-Rašid (vladal 786–809). Arabci so zavzeli Heraklejo Kibistro in več drugih utrdb.
Poznoantično mestno tkivo je precej trpelo zaradi arabskih napadov in spremljajočega upada urbanizacije, vendar je večina mest v notranjosti teme, to je v Frigiji in Pizidiji, preživela, čeprav v okrnjeni obliki. Mesta vzhodne Kapadokije, ki so mejila na kalifat, so bila praktično uničena. Ustanovitev novih kleisourai vzdolž vzhodne meje, zlasti v Kapadokiji, v 9. stoletju je pomenila, da so bili arabski napadi odslej tam odbiti in so le redko dosegli ozemlje Anatolske teme. Poleg velike invazije kalifa al-Mutasima proti Amoriju leta 838, se globoki prodori na bizantinsko ozemlje  omenjajo tudi leta 878, 888, 894 in 897, vedno v jugovzhodni del teme okoli Ikonija (sodobna Konya). 10. stoletje je bilo večinoma mirno, z izjemo plenjenja Amorija leta 931 in napada, ki je dosegel Ikonij leta 963.
Prvi seldžuški napad na temo je zabeležen leta 1069, ko so Turki napadli Ikonij. Po bitki pri Manzikertu leta 1071 so večino province zavzeli Seldžuki. Ikonij je v 12. stoletju postal sedež seldžuškega Sultanata Rum. Anatolska tema je v zgodovinskih virih zadnjič omenjena leta 1077, ko se je njen strateg Nikefor Botanijat razglasil za cesarja Nikiforja III. (vladal 1078–1081). Bizantincem je v naslednjih desetletjih pod komnenskimi cesarji uspelo obnoviti nekatere zahodne in severne dele teme, Anatolska tema pa ni bila nikoli obnovljena.

### Upori
Anatolska tema se je v prvih stoletjih obstoja stalno soočala s silami kalifata in bila zato najprestižnejša  bizantinska tema. Moč njenih strategov je hkrati pomenila potencialno grožnjo samim cesarjem. Tematska vojska se je prvič uprla že leta 669  in prisilila Konstantina IV. (vladal 668–685), da je za sovladarja ponovno imenoval svoja brata Heraklija in Tiberija. Leta 695 je nekdanji strateg Leoncij  prevzel prestol Justinijanu II. in vladal kot cesar od leta 695 do 698. Leta 717 je tedanji strateg Leon Izavrijec odstavil Teodozija III. (vladal 715–717) in od leta 717 do 741 vladal kot Leon III. Odtlej so bili Anatolci odločni podporniki Izavrijcev in podpirali celo njihovo ikonoklastično politiko. Leta 742 je Anatolska tema podprla Leonovega sina Konstantina V. v boju proti uzurpatorju Artabazdu.
Anatolska tema je služila kot podlaga več kandidatov za prestol tudi v kasnejših stoletjih. Neuspelemu uporu Bardana Turka leta 803 je sledila uspešna razglasitev Leona V. (vladal 813–820). Sledil je obsežen upor Tomaža Slovana v letih 820–823. V 10. stoletju je bila tema na obrobju uporov. Naslednji in zadnji upor anatolskega stratega je bil upor Nikiforja Ksifija leta 1022 proti cesarju Baziliju II. (vladal 976–1025).